# 18956 Jessicarnold
18956 Jessicarnold è un asteroide della fascia principale. Scoperto nel 2000, presenta un'orbita caratterizzata da un semiasse maggiore pari a 2,2716707 au e da un'eccentricità di 0,1402937, inclinata di 3,43316° rispetto all'eclittica.
L'asteroide è dedicato alla studentessa statunitense Jessica Lynn Arnold.